# Боргар-фьорд (Эйстфирдир)
Эта статья — о Боргар-фьорде в регионе Эйстфирдир. 
О фьорде в регионе Вестюрланд см. Боргар-фьорд. О фьорде в регионе Вестфирдир см. Боргар-фьорд (Вестфирдир)
Боргар-фьорд (исл. Borgarfjörður) — небольшой фьорд на востоке Исландии.

## Физико-географическая характеристика
Боргар-фьорд расположен в восточной части Исландии в природно-географическом регионе Эйстфирдир (Восточные Фьорды), к югу от залива Хьерадсфлоуи и выходит в Норвежское море. Длина фьорда составляет 5 километров, ширина его достигает 3 километров.
С двух сторон фьорд окружен горами — на западе на западе Хаудейисфьядль (исл. Hádegisfjall), Рёйдскридюфьядль (исл. Rauðskriðufjall), Гейтавикюртува (исл. Geitavíkurþúfa) и Йёкюльсаурюпс (исл. Jökulsárups); на востоке — Гейтфедль (исл. Geitfell) и Свартфедль (исл. Svartfell). На юге фьорда находится большая долина, которая простирается примерно на 10 километров вглубь острова.
Небольшие реки Баккаау (исл. Bakkaá) и Грьоутау (исл. Grjótá) впадают во фьорд с западной стороны, с южной — более крупная река Фьярдарау, а с восточной — ручьи Вогсау (исл. Vogsá) и Лагсау (исл. Lagsá), между устьями которых находится небольшой полуостров Хабнархоульми.
Горы к юго-востоку фьорда в основном сложены из светлых вулканических горных пород кислого состава из семейства риолитов с вкраплениями  кварца, плагиоклаза и обсидиана. Горы в северо-западной его части, а также дно фьорда, в основном сложены из измененных гидротермальными процессами базальтов, в результате чего эти горные породы хлоритизировались и приобрели синеватый цвет.
На южном берегу Боргар-фьорда расположено небольшое рыбацкое поселение Баккагерди (исл. Bakkagerði).